# Узково (Курганская область)
Узково — деревня в Куртамышском районе Курганской области России. В рамках организации местного самоуправления входит в муниципальное образование Куртамышский муниципальный округ (с 2005 до 2021 гг. — муниципальный район).

## География
Деревня находится в южной части области, в пределах юго-западной части Западно-Сибирской равнины, в лесостепной зоне, на расстоянии примерно 15 километров (по прямой) к юго-западу от города Куртамыша, административного центра района. Абсолютная высота — 154 метра над уровнем моря.

### Климат
Климат характеризуется как континентальный, с холодной продолжительной малоснежной зимой и тёплым сухим летом. Среднегодовая температура — −1 °C. Средняя температура воздуха самого холодного месяца (января) составляет −17,7 °C (абсолютный минимум — −49 °С); самого тёплого месяца (июля) — 19 °C (абсолютный максимум — 41 °С). Безморозный период длится 113 дней. Годовое количество атмосферных осадков — 344 мм, из которых 190—230 мм выпадает в вегетационный период. Продолжительность периода с устойчивым снежным покровом равна 161 дню.

## История
До 1917 года входила в состав Костылевской волости Челябинского уезда Оренбургской губернии. По данным на 1926 год состояла из 70 хозяйств. В административном отношении входила в состав Белоноговского сельсовета Долговского района Челябинского округа Уральской области.
До 24 мая 2021 года, согласно Закону Курганской области от 12 мая 2021 года № 48, входила в состав Белоноговского сельсовета, упразднённый в связи с преобразованием муниципального района в муниципальный округ.

## Население
| 1989 | 2002 | 2010 |
| ---- | ---- | ---- |
| 74   | ↗90  | ↘61  |

По данным переписи 1926 года в деревне проживало 316 человек (147 мужчин и 169 женщин), в том числе: русские составляли 100 % населения.

### Гендерный состав
По данным Всероссийской переписи населения 2010 года в гендерной структуре населения мужчины составляли 49,2 %, женщины — соответственно 50,8 %.

### Национальный состав
Согласно результатам Всероссийской переписи населения 2002 года, в национальной структуре населения русские составляли 96 %.

## Инфраструктура
Личное подсобное хозяйство.
1 Магазин, Обелиск войнам из д. Узково, погибшим во время ВОВ.

## Транспорт
Деревня доступна автотранспортом.
Остановка общественного транспорта "Д.Узково" Автобусное сообщение отсутствует.